# ماك أو إس إكس النسخة التجريبية العامة
النسخة التجريبية من نظام ماك أو إس إكس (تسمى داخلياً «كودياك») هي نسخة بيتا من نظام تشغيل ماك أو إس إكس الذي طورته شركة أبل «شيتا». تم طرحه للعموم في 13 سبتمبر من عام 2000 مقابل 29 دولار أمريكي. سمح هذا النظام لمطوري البرمجيات بأن يلقوا نظرة عامة على النظام القادم وتطوير برامج له قبل صدوره.

## النسخة السابقة
النسخة التجريبية جاءت خلفاً لنظام ماك أو إس إكس سيرفر 1.0، وهي أول نسخة عمومية مبنية من قبل تقنية أوبن ستيب البرمجية. وهي ذات النسخة التي استخدمت واجهة المستخدم التي تدعى أكوا لأول مرة.

## انتهاء الصلاحية
انتهت صلاحية نظام التشغيل في ربيع عام 2001 وحل محله نظام أو إس إكس 10.0 المسمى «شيتا» والذي تم إطلاقه في مارس 2001 وحصل الذين اشتروا النسخة التجريبية على تخفيض بقيمة 30 دولار أمريكي على النظام الجديد.